# Eddie Collins (basebollspelare)
Edward Trowbridge "Eddie" Collins, född den 2 maj 1887, död den 25 mars 1951, var en amerikansk professionell basebollspelare och basebolltränare.
Under sin karriär spelade Collins för Major League Baseball-klubbarna Philadelphia Athletics (1906–1914 och 1927–1930) och Chicago White Sox (1915–1926). 1924–1926 var han även tränare för White Sox. Han var med och vann World Series fyra gånger (1910, 1911, 1913 och 1917) och utsågs till MVP i American League 1914. Fyra gånger (1910, 1919, 1923 och 1924) hade han flest stulna baser i ligan.
Collins valdes 1939 in i Hall of Fame.